# Hamburg-Fuhlsbüttel
Fuhlsbüttel is een stadsdeel van het district Hamburg-Nord in de Duitse stad Hamburg. 
In dit stadsdeel is Flughafen Hamburg gelegen, die het grootste deel van de oppervlakte ervan beslaat.
Alsterdorf · Barmbek-Nord · Barmbek-Süd · Dulsberg · Eppendorf · Fuhlsbüttel · Groß Borstel · Hoheluft-Ost · Hohenfelde · Langenhorn · Ohlsdorf · Uhlenhorst · Winterhude